# 宮村治雄
宮村 治雄（みやむら はるお、1947年3月22日 - ）は、日本の政治学者、旧・東京都立大学名誉教授。日本思想史専攻。丸山眞男に師事し評伝を著した。

## 略歴
滋賀県長浜市生まれ。滋賀県立虎姫高等学校卒、1969年東京大学法学部卒、1974年同大学院政治学研究科博士課程修了。法学博士の学位を取得。
立教大学法学部助手、1975年東京都立大学法学部助教授、1989年教授、2001-2003年法学部長、2005年定年退官、名誉教授、成蹊大学法学部教授。2012年特任教授、2015年退職。

## 著書
- 『理学者兆民 ある開国経験の思想史』みすず書房 1989
- 『開国経験の思想史 兆民と時代精神』東京大学出版会 1996
- 『丸山真男『日本の思想』精読』岩波現代文庫 2001
- 『日本政治思想史 「自由」の観念を軸にして』放送大学教育振興会 2005
- 『戦後精神の政治学 丸山眞男・藤田省三・萩原延壽』岩波書店 2009

### 編纂
- 藤田省三『<新編>天皇制国家の支配原理』飯田泰三共編 影書房 1996
- 『戦後精神の経験 藤田省三小論集』全2巻 飯田泰三共編 影書房 1996
- 『萩原延壽集』全8巻  朝日新聞社 2008。酒井哲哉,吉良芳恵,杉山伸也,菅原啓州共編